# Marco Dino Brogi
Marco Dino Brogi (Alessandria d'Egitto, 12 marzo 1932 – Firenze, 29 novembre 2020) è stato un arcivescovo cattolico italiano.

## Biografia
Marco Dino Brogi nacque ad Alessandria d'Egitto il 12 marzo 1932 in una famiglia appartenente alla locale comunità italiana.

### Formazione e ministero sacerdotale
Compì gli studi medi nella scuola salesiana di Alessandria fino al conseguimento della maturità scientifica nel 1950.
Pochi mesi dopo entrò in servizio presso un istituto bancario. Lavorava per qualche ora a settimana anche nell'ufficio amministrativo di un grande negozio di moda. All'attività lavorativa affiancava la partecipazione alle attività della Società Dante Alighieri, della Legio Mariae e a iniziative di carattere culturale con i giovani italiani della "Dante" e socio-ricreative con i medesimi e con un gruppo di giovani cattolici in prevalenza siro-libanesi.
Nel 1956 interruppe queste attività e lasciò la comunità italiana per entrare nella Casa di formazione della missione in auxilium Coptorum affidata alla provincia toscana dell'Ordine dei frati minori, divenuta in seguito custodia indipendente e poi provincia.
Il 28 agosto 1957 emise la prima professione e il 25 aprile 1962 quella solenne. Il 5 maggio dell'anno successivo fu ordinato presbitero. Nel dicembre del 1966 conseguì il dottorato in diritto canonico presso il Pontificio istituto orientale. Tornato in Egitto svolse vari incarichi nel campo della formazione dei giovani frati e fu consigliere custodiale nel triennio 1968-1971. Dal 1972 al 1973 fu presidente del tribunale di prima istanza dell'eparchia di Minya. Fu anche insegnante presso la casa di formazione dei francescani egiziani a Il Cairo dal 1967 al 1973 e presso il seminario intereparchiale copto cattolico dal 1970 al 1973.
Nel 1973 entrò in servizio presso la Congregazione per le Chiese orientali. Il 12 luglio 1984 venne nominato capo ufficio e il 12 luglio 1991 sottosegretario dello stesso dicastero. Dal 1974 partecipò ai lavori della Pontificia commissione per la revisione del Codice di diritto canonico orientale, dapprima in modo informale e poi a pieno titolo, essendone stato nominato consultore il 21 novembre 1983, sino alla promulgazione del Codice attuale nel 1990.
Prestò servizio anche come membro del consiglio superiore delle Pontificie Opere Missionarie; adiutor del segretario speciale dell'assemblea speciale del Sinodo dei vescovi per il Libano che ebbe luogo nella Città del Vaticano dal 26 novembre al 14 dicembre 1995 sul tema "Cristo è la nostra speranza, rinnovati dal suo spirito, solidali testimoniamo il suo amore"; membro della commissione ecumenica e di quella per i nuovi martiri del Grande Giubileo dell'Anno 2000 e, su incarico della Congregazione per le Chiese orientali, come visitatore dei monasteri femminili dell'Ordine libanese maronita.
Nel suo ordine religioso fu membro del gruppo di studio per il progetto "Comunità di Stati Indipendenti", della prima commissione per la revisione delle costituzioni generali nel 1984 e poi di quella per l'aggiornamento degli Statuti della Provincia toscana e visitatore generale della provincia francescana egiziana nel 1986.
A Roma insegnò presso le Facoltà di diritto canonico del Pontificio Ateneo Antonianum dal 1974 al 1997, del Pontificio istituto orientale dal 1983 al 1997, ed anche, per un breve corso informativo, presso l'allora Centro Accademico Romano della Santa Croce, poi Ateneo Pontificio e oggi Università Pontificia, dal 1988 al 1991.
Fu anche tra i primi membri della Société du Droit des Eglises Orientales e consigliere scientifico della Revista Española de Derecho Canónico.
Scrisse vari studi sul diritto canonico orientale.

### Ministero episcopale
Il 13 dicembre 1997 papa Giovanni Paolo II lo nominò arcivescovo titolare di Cittaducale, nunzio apostolico in Sudan e delegato apostolico in Somalia. Ricevette l'ordinazione episcopale il 6 gennaio successivo nella basilica di San Pietro in Vaticano dallo stesso pontefice, co-consacranti gli arcivescovi Giovanni Battista Re, sostituto per gli affari generali della Segreteria di Stato della Santa Sede, e Jorge María Mejía, segretario della Congregazione per i vescovi.
Il 5 febbraio 2002 lo stesso pontefice lo nominò nunzio apostolico in Egitto e delegato della Santa Sede presso la Organizzazione della Lega degli Stati Arabi.
Gli incarichi nella Congregazione per le Chiese orientali e di rappresentante pontificio gli diedero modo di visitare tutti i Paesi del Medio Oriente e del Corno d'Africa, il Kerala (India) e gran parte dell'Europa orientale, e di incontrare, sia in Vaticano e a Roma, sia nei vari Paesi in cui si recò, ecclesiastici e laici, cattolici e non cattolici, non solo cristiani, di ogni grado, livello culturale ed estrazione sociale. In queste circostanze, egli cercò di trasmettere ad ogni suo interlocutore il messaggio cristiano e francescano di fratellanza, di riconciliazione e di pace.
Il 27 gennaio 2006 papa Benedetto XVI lo nominò consultore nella sezione per i rapporti con gli Stati della Segreteria di Stato della Santa Sede. Il 15 settembre dell'anno successivo lo stesso pontefice lo nominò anche consultore della Congregazione per le Chiese orientali, incarico che mantenne fino al 2014.
Nel gennaio del 2006 prese residenza nel convento francescano di Fiesole, sino al 2014 casa di formazione della provincia francescana toscana. Conduceva vita regolare, mettendo a frutto la sua non breve esperienza canonistica e pastorale e proseguì per vari anni il suo servizio alla Santa Sede. Fu anche vice postulatore delle cause dei santi della provincia toscana dal 2006 al 2017. Presiedette diverse celebrazioni e svolse altri servizi liturgici nella diocesi di Fiesole e nell'arcidiocesi di Firenze.
Morì all'ospedale Careggi di Firenze intorno alle 17 del 29 novembre 2020 all'età di 88 anni per COVID-19. Le esequie si tennero il 3 dicembre 2020 alle ore 15:30 nella basilica del santuario della Verna e furono presiedute da monsignor Jan Romeo Pawłowski, delegato per le rappresentanze pontificie. Erano presenti anche l'arcivescovo-vescovo di Arezzo-Cortona-Sansepolcro Riccardo Fontana, il vescovo di Fiesole Mario Meini, il vescovo di Grosseto Rodolfo Cetoloni, il vescovo emerito di Fiesole Luciano Giovannetti e il ministro provinciale della Toscana Livio Crisci. Dopo una veglia notturna tenutasi presso la medesima basilica, la mattina seguente fu sepolto nel cimitero del santuario.

## Opere
- Il patriarca nelle fonti giuridiche arabe della chiesa copta (dal sec. X al sec. XIII) Sudoc [ABES], Francia.
- La santa salmodia annuale della Chiesa copta. Vatican Library Sudoc [ABES], France National Library of France RERO - Library Network of Western Switzerland.
- Particular law of the Eastern Catholic Churches. Volume IV. Sudoc [ABES], Francia.
- Psalterium Copticum.

## Genealogia episcopale e successione apostolica
La genealogia episcopale è:
- Cardinale Scipione Rebiba
- Cardinale Giulio Antonio Santori
- Cardinale Girolamo Bernerio, O.P.
- Arcivescovo Galeazzo Sanvitale
- Cardinale Ludovico Ludovisi
- Cardinale Luigi Caetani
- Cardinale Ulderico Carpegna
- Cardinale Paluzzo Paluzzi Altieri degli Albertoni
- Papa Benedetto XIII
- Papa Benedetto XIV
- Papa Clemente XIII
- Cardinale Enrico Benedetto Stuart
- Papa Leone XII
- Cardinale Chiarissimo Falconieri Mellini
- Cardinale Camillo Di Pietro
- Cardinale Mieczysław Halka Ledóchowski
- Cardinale Jan Maurycy Paweł Puzyna de Kosielsko
- Arcivescovo Józef Bilczewski
- Arcivescovo Bolesław Twardowski
- Arcivescovo Eugeniusz Baziak
- Papa Giovanni Paolo II
- Arcivescovo Marco Dino Brogi, O.F.M.

La successione apostolica è:
- Vescovo Akio Johnson Mutek (1999)